# Olympische Winterspiele 2002/Teilnehmer (Österreich)
| Gelbes Symbol für Goldmedaillen mit stilisierten Olympischen Ringen | Graues Symbol für Silbermedaillen mit stilisierten Olympischen Ringen | Braundes Symbol für Bronzemedaillen mit stilisierten Olympischen Ringen |
| ------------------------------------------------------------------- | --------------------------------------------------------------------- | ----------------------------------------------------------------------- |
| 3                                                                   | 4                                                                     | 10                                                                      |

Österreich nahm an den Olympischen Winterspielen 2002 im US-amerikanischen Salt Lake City mit 90 Athleten, 19 Frauen und 71 Männer, in zwölf Sportarten teil.

## Flaggenträger
Das Österreichische Olympische Comité bestimmte die Rodlerin Angelika Neuner zur Trägerin der Flagge Österreichs während der Eröffnungsfeier im Rice-Eccles Stadium.

## Medaillen

### Medaillenspiegel
| Rang   | Sportart              | Gold | Silber | Bronze | Gesamt |
| ------ | --------------------- | ---- | ------ | ------ | ------ |
| 1      | Ski Alpin             | 2    | 2      | 5      | 9      |
| 2      | Skilanglauf           | 1    | 1      | —      | 2      |
| 3      | Skeleton              | —    | 1      | —      | 1      |
| 4      | Nordische Kombination | —    | —      | 3      | 1      |
| 5      | Biathlon              | —    | —      | 1      | 1      |
| 5      | Rennrodeln            | —    | —      | 1      | 1      |
| Gesamt | Gesamt                | 3    | 4      | 10     | 17     |

### Medaillengewinner
| Gold                                                         |                       |                   |
| Christian Hoffmann                                           | Skilanglauf           | 30 km Massenstart |
| Stephan Eberharter                                           | Ski Alpin             | Riesenslalom      |
| Fritz Strobl                                                 | Ski Alpin             | Abfahrt           |
| Silber                                                       |                       |                   |
| Michail Botwinow                                             | Skilanglauf           | 30 km Massenstart |
| Martin Rettl                                                 | Skeleton              | Herren            |
| Stephan Eberharter                                           | Ski Alpin             | Super-G           |
| Renate Götschl                                               | Ski Alpin             | Kombination       |
| Bronze                                                       |                       |                   |
| Wolfgang Perner                                              | Biathlon              | 10 km Sprint      |
| Felix Gottwald                                               | Nordische Kombination | Sprint            |
| Felix Gottwald                                               | Nordische Kombination | Einzel            |
| Christoph Bieler Felix Gottwald Michael Gruber Mario Stecher | Nordische Kombination | Mannschaft        |
| Markus Prock                                                 | Rennrodeln            | Einsitzer         |
| Stephan Eberharter                                           | Ski Alpin             | Abfahrt           |
| Renate Götschl                                               | Ski Alpin             | Abfahrt           |
| Benjamin Raich                                               | Ski Alpin             | Kombination       |
| Benjamin Raich                                               | Ski Alpin             | Slalom            |
| Andreas Schifferer                                           | Ski Alpin             | Super-G           |

## Teilnehmer nach Sportarten

### Biathlon
| Athleten                                                          | Wettbewerbe        | Zeit        | Fehler        | Rang   |
| ----------------------------------------------------------------- | ------------------ | ----------- | ------------- | ------ |
| Ludwig Gredler                                                    | 10 km Sprint       | 26:04,3 min | 2 (1+1)       | 10     |
| Ludwig Gredler                                                    | 12,5 km Verfolgung | 33:35,5 min | 2 (0+1+0+1)   | 4      |
| Ludwig Gredler                                                    | 20 km Einzel       | 53:19,3 min | 2 (2+0+0+0)   | 11     |
| Daniel Mesotitsch                                                 | 20 km Einzel       | 59:15,9 min | 6 (2+0+2+2)   | 64     |
| Wolfgang Perner                                                   | 10 km Sprint       | 25:44,4 min | 0             | Bronze |
| Wolfgang Perner                                                   | 12,5 km Verfolgung | 34:00,1 min | 3 (1+0+1+1)   | 9      |
| Wolfgang Perner                                                   | 20 km Einzel       | 56:00,4 min | 5 (0+2+0+3)   | 32     |
| Wolfgang Rottmann                                                 | 10 km Sprint       | 25:48,8 min | 2 (1+1)       | 5      |
| Wolfgang Rottmann                                                 | 12,5 km Verfolgung | 33:45,1 min | 4 (1+0+2+1)   | 6      |
| Christoph Sumann                                                  | 10 km Sprint       | DNF         | 2 (0+2)       | DNF    |
| Christoph Sumann                                                  | 20 km Einzel       | 55:00,3 min | 3 (0+1+0+2)   | 22     |
| Christoph Sumann Wolfgang Perner Wolfgang Rottmann Ludwig Gredler | 4 × 7,5 km Staffel | 1:26:58,9 h | 0+9 (0+2 0+7) | 6      |

### Bob
| Athleten                                                          | Wettbewerb | Lauf 1  | Lauf 1 | Lauf 2  | Lauf 2 | Lauf 3  | Lauf 3 | Lauf 4  | Lauf 4 | Gesamt      | Gesamt |
| Athleten                                                          | Wettbewerb | Zeit    | Rang   | Zeit    | Rang   | Zeit    | Rang   | Zeit    | Rang   | Zeit        | Rang   |
| ----------------------------------------------------------------- | ---------- | ------- | ------ | ------- | ------ | ------- | ------ | ------- | ------ | ----------- | ------ |
| Martin Schützenauer Wolfgang Stampfer                             | Zweierbob  | 47,91 s | 8      | 47,78 s | 7      | 47,72 s | 6      | 47,75 s | 6      | 3:11,16 min | 7      |
| Wolfgang Stampfer Michael Müller Klaus Seelos Martin Schützenauer | Viererbob  | 47,19 s | 17     | 47,27 s | 18     | 47,51 s | 12     | 47,60 s | 7      | 3:09,57 min | 13     |

### Eishockey

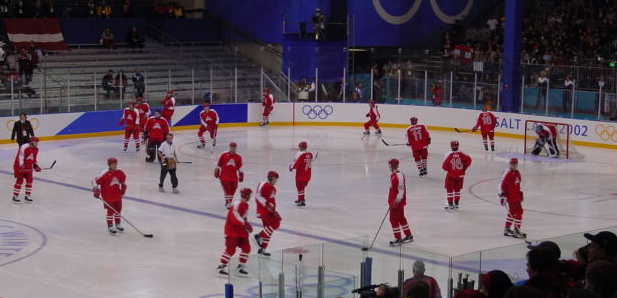
Die österreichische Eishockeynationalmannschaft bei der Vorbereitung auf das erste Vorrundenspiel

| Athleten |                                                 |
| Christoph Brandner Claus Dalpiaz Reinhard Divis Martin Hohenberger Dieter Kalt Peter Kasper Wolfgang Kromp André Lakos Günther Lanzinger Dominic Lavoie Robert Lukas Christian Perthaler Thomas Pöck Gerald Ressmann Kent Salfi Mario Schaden Tom Searle Oliver Setzinger Michael Suttnig Matthias Trattnig Martin Ulrich Gerhard Unterluggauer Simon Wheeldon |                                                 |
| Vorrunde | Lettland (2:4) Deutschland (2:3) Slowakei (3:2) |
| Spiel um Platz 13 | -                                               |
| Spiel um Platz 11 | Schweiz (1:4)                                   |
| Spiel um Platz 9 | ausgeschieden                                   |
| Zwischenrunde | ausgeschieden                                   |
| Viertelfinale | ausgeschieden                                   |
| Halbfinale | ausgeschieden                                   |
| Spiel um Platz 3 | ausgeschieden                                   |
| Finale | ausgeschieden                                   |
| Platz | 12                                              |

### Eisschnelllauf
| Athlet        | Wettbewerb | Lauf 1  | Lauf 2  | Zeit        | Rang |
| ------------- | ---------- | ------- | ------- | ----------- | ---- |
| Frauen        |            |         |         |             |      |
| Emese Hunyady | 500 m      | 39,38 s | 39,51 s | 1:18,89 min | 26   |
| Emese Hunyady | 1500 m     | -       | -       | 1:56,51 min | 12   |
| Emese Hunyady | 3000 m     | -       | -       | 4:06,55 min | 9    |

### Freestyle-Skiing
| Athleten                     | Wettbewerbe | Qualifikation | Qualifikation | Finale | Rang |
| Athleten                     | Wettbewerbe | Punkte        | Rang          | Punkte | Rang |
| ---------------------------- | ----------- | ------------- | ------------- | ------ | ---- |
| Frauen                       |             |               |               |        |      |
| Margarita Marbler-Olejnikowa | Buckelpiste | 23,54         | 8             | 23,18  | 10   |

### Nordische Kombination
| Athleten                                                     | Wettbewerb   | Skispringen  | Skispringen  | Langlauf     | Langlauf     | Rang         |
| Athleten                                                     | Wettbewerb   | Punkte       | Rang         | Zeit         | Rang         | Rang         |
| ------------------------------------------------------------ | ------------ | ------------ | ------------ | ------------ | ------------ | ------------ |
| Männer                                                       |              |              |              |              |              |              |
| Christoph Bieler                                             | Sprint       | 112,7        | 6            | 17:19,6 min  | 30           | 16           |
| Christoph Bieler                                             | Einzel       | 129,5        | 4            | 41:18,1 min  | 37           | 15           |
| Wilhelm Denifl                                               | Ohne Einsatz | Ohne Einsatz | Ohne Einsatz | Ohne Einsatz | Ohne Einsatz | Ohne Einsatz |
| Christoph Eugen                                              | Einzel       | 111,5        | 18           | 39:51,1 min  | 24           | 20           |
| Felix Gottwald                                               | Sprint       | 110,3        | 11           | 16:29,3 min  | 5            | Bronze       |
| Felix Gottwald                                               | Einzel       | 116,0        | 11           | 37:23,5 min  | 1            | Bronze       |
| Michael Gruber                                               | Sprint       | 110,5        | 9            | 17:44,0 min  | 35           | 29           |
| Mario Stecher                                                | Sprint       | 113,5        | 5            | 17:10,5 min  | 28           | 11           |
| Mario Stecher                                                | Einzel       | 130,0        | 2            | 40:42,8 min  | 31           | 6            |
| Michael Gruber Christoph Bieler Mario Stecher Felix Gottwald | Mannschaft   | 938,5        | 2            | 48:09,2 min  | 3            | Bronze       |

### Rodeln
| Athlet                         | Wettbewerb   | Lauf 1   | Lauf 2   | Lauf 3   | Lauf 4   | Gesamt       | Gesamt |
| Athlet                         | Wettbewerb   | Lauf 1   | Lauf 2   | Lauf 3   | Lauf 4   | Zeit         | Rang   |
| ------------------------------ | ------------ | -------- | -------- | -------- | -------- | ------------ | ------ |
| Frauen                         |              |          |          |          |          |              |        |
| Simone Eder                    | Einsitzer    | 43,880 s | 43,760 s | 43,824 s | 43,638 s | 2:55,102 min | 11     |
| Sonja Manzenreiter             | Einsitzer    | 43,864 s | 43,540 s | 43,585 s | 43,548 s | 2:54,537 min | 7      |
| Angelika Neuner                | Einsitzer    | 43,683 s | 43,440 s | 43,601 s | 43,438 s | 2:54,162 min | 4      |
| Männer                         |              |          |          |          |          |              |        |
| Markus Prock                   | Einsitzer    | 44,698 s | 44,640 s | 44,271 s | 44,674 s | 2:58,283 min | Bronze |
| Markus Kleinheinz              | Einsitzer    | 44,875 s | 44,857 s | 44,558 s | 44,921 s | 2:59,211 min | 8      |
| Rainer Margreiter              | Einsitzer    | 45,034 s | 45,076 s | 44,626 s | 44,901 s | 2:59,637 min | 10     |
| Tobias Schiegl Markus Schiegl  | Doppelsitzer | 43,208 s | 43,310 s | -        | -        | 1:26,518 min | 6      |
| Andreas Linger Wolfgang Linger | Doppelsitzer | 43,330 s | 43,354 s | -        | -        | 1:26,684 min | 8      |

### Skeleton
| Athlet         | Lauf 1  | Lauf 2  | Gesamt      | Gesamt |
| Athlet         | Lauf 1  | Lauf 2  | Zeit        | Rang   |
| -------------- | ------- | ------- | ----------- | ------ |
| Herren         |         |         |             |        |
| Christian Auer | 51,81 s | 51,56 s | 1:43,37 min | 12     |
| Martin Rettl   | 51,02 s | 50,99 s | 1:42,01 min | Silber |

### Ski Alpin
| Athleten              | Wettbewerbe  | 1. Lauf      | 2. Lauf      | Gesamt       | Gesamt       |
| Athleten              | Wettbewerbe  | 1. Lauf      | 2. Lauf      | Zeit         | Rang         |
| --------------------- | ------------ | ------------ | ------------ | ------------ | ------------ |
| Frauen                |              |              |              |              |              |
| Michaela Dorfmeister  | Abfahrt      | -            | -            | 1:40,83 min  | 9            |
| Michaela Dorfmeister  | Super-G      | -            | -            | 1:14,08 min  | 6            |
| Michaela Dorfmeister  | Riesenslalom | 1:16,89 min  | 1:15,06 min  | 2:31,95 min  | 4            |
| Michaela Dorfmeister  | Kombination  | 1:31,00 min  | 1:15,85 min  | 2:46,85 min  | 5            |
| Renate Götschl        | Abfahrt      | -            | -            | 1:40,39 min  | Bronze       |
| Renate Götschl        | Super-G      | -            | -            | 1:14,44 min  | 8            |
| Renate Götschl        | Slalom       | 54,31 s      | DNF          | DNF          | DNF          |
| Renate Götschl        | Kombination  | 1:29,50 min  | 1:15,27 min  | 2:44,77 min  | Silber       |
| Selina Heregger       | Abfahrt      | -            | -            | 1:40,56 min  | 6            |
| Selina Heregger       | Riesenslalom | 1:17,93 min  | DNF          | DNF          | DNF          |
| Selina Heregger       | Kombination  | 1:32,40 min  | 1:17,29 min  | 2:49,69 min  | 11           |
| Alexandra Meissnitzer | Super-G      | -            | -            | 1:13,95 min  | 4            |
| Alexandra Meissnitzer | Riesenslalom | 1:16,49 min  | 1:15,46 min  | 2:31,95 min  | 4            |
| Brigitte Obermoser    | Abfahrt      | -            | -            | 1:41,64 min  | 18           |
| Brigitte Obermoser    | Riesenslalom | 1:17,82 min  | 1:15,86 min  | 2:33,68 min  | 15           |
| Carina Raich          | Slalom       | 55,10 s      | DNF          | DNF          | DNF          |
| Marlies Schild        | Slalom       | DNF          | DNF          | DNF          | DNF          |
| Tanja Schneider       | Super-G      | DNF          | DNF          | DNF          | DNF          |
| Christine Sponring    | Slalom       | 55,42 s      | DNF          | DNF          | DNF          |
| Christine Sponring    | Kombination  | DNF          | DNF          | DNF          | DNF          |
| Männer                |              |              |              |              |              |
| Kilian Albrecht       | Slalom       | 50,26 s      | 52,19 s      | 1:42,45 min  | 4            |
| Kilian Albrecht       | Kombination  | 1:43,32 min  | 1:41,63 min  | 3:24,95 min  | 11           |
| Stephan Eberharter    | Abfahrt      | -            | -            | 1:39,41 min  | Bronze       |
| Stephan Eberharter    | Super-G      | -            | -            | 1:21,68 min  | Silber       |
| Stephan Eberharter    | Riesenslalom | 1:11,98 min  | 1:11,30 min  | 2:23,28 min  | Gold         |
| Christian Greber      | Abfahrt      | -            | -            | 1:40,00 min  | 6            |
| Christoph Gruber      | Abfahrt      | -            | -            | 1:41,25 min  | 20           |
| Christoph Gruber      | Super-G      | -            | -            | 1:22,35 min  | 7            |
| Christoph Gruber      | Riesenslalom | 1:12,82 min  | 1:11,59 min  | 2:24,41 min  | 5            |
| Hans Knauß            | Riesenslalom | DNF          | DNF          | DNF          | DNF          |
| Klaus Kröll           | Ohne Einsatz | Ohne Einsatz | Ohne Einsatz | Ohne Einsatz | Ohne Einsatz |
| Manfred Pranger       | Slalom       | DNF          | DNF          | DNF          | DNF          |
| Benjamin Raich        | Riesenslalom | 1:12,83 min  | 1:11,57 min  | 2:24,40 min  | 4            |
| Benjamin Raich        | Slalom       | 49,34 s      | 53,07 s      | 1:42,41 min  | Bronze       |
| Benjamin Raich        | Kombination  | 1:41,05 min  | 1:37,21 min  | 3:18,26 min  | Bronze       |
| Andreas Schifferer    | Super-G      | -            | -            | 1:21,83 min  | Bronze       |
| Rainer Schönfelder    | Slalom       | DNF          | DNF          | DNF          | DNF          |
| Rainer Schönfelder    | Kombination  | 1:41,90 min  | 1:36,77 min  | 3:18,67 min  | 4            |
| Fritz Strobl          | Abfahrt      | -            | -            | 1:39,13 min  | Gold         |
| Fritz Strobl          | Super-G      | -            | -            | 1:21,92 min  | 4            |
| Hannes Trinkl         | Ohne Einsatz | Ohne Einsatz | Ohne Einsatz | Ohne Einsatz | Ohne Einsatz |
| Michael Walchhofer    | Kombination  | 1:39,94 min  | DNF          | DNF          | DNF          |

### Skilanglauf
| Athleten                                                           | Wettbewerbe          | Zeit        | Rang   |
| ------------------------------------------------------------------ | -------------------- | ----------- | ------ |
| Männer                                                             |                      |             |        |
| Michail Botwinow                                                   | 2 × 10 km Verfolgung | 50:17,2 min | 9      |
| Michail Botwinow                                                   | 30 km Massenstart    | 1:11:32,3 h | Silber |
| Michail Botwinow                                                   | 50 km Freistil       | 2:09:21,7 h | 5      |
| Christian Hoffmann                                                 | 30 km Massenstart    | 1:11:31,0 h | Gold   |
| Alexander Marent                                                   | 15 km Klassisch      | 39:36,2 min | 23     |
| Marc Mayer                                                         | 2 × 10 km Verfolgung | DSQ         | DSQ    |
| Marc Mayer                                                         | 50 km Freistil       | DSQ         | DSQ    |
| Gerhard Urain                                                      | 15 km Klassisch      | 40:38,0 min | 41     |
| Gerhard Urain                                                      | 30 km Massenstart    | 1:14:33,9 h | 23     |
| Achim Walcher                                                      | 2 × 10 km Verfolgung | DSQ         | DSQ    |
| Achim Walcher                                                      | 30 km Massenstart    | DSQ         | DSQ    |
| Alexander Marent Michail Botwinow Gerhard Urain Christian Hoffmann | 4 × 10 km Staffel    | 1:34:04,9 h | 4      |

| Athleten        | Wettbewerbe | Qualifikation | Qualifikation | Viertelfinale | Viertelfinale | Halbfinale    | Halbfinale    | Finale        | Finale        | Rang |
| Athleten        | Wettbewerbe | Zeit          | Rang          | Zeit          | Rang          | Zeit          | Rang          | Zeit          | Rang          | Rang |
| --------------- | ----------- | ------------- | ------------- | ------------- | ------------- | ------------- | ------------- | ------------- | ------------- | ---- |
| Männer          |             |               |               |               |               |               |               |               |               |      |
| Reinhard Neuner | Sprint      | 02:56,20 min  | 24            | ausgeschieden | ausgeschieden | ausgeschieden | ausgeschieden | ausgeschieden | ausgeschieden | 24   |
| Marc Mayer      | Sprint      | DSQ           | DSQ           | DSQ           | DSQ           | DSQ           | DSQ           | DSQ           | DSQ           | DSQ  |

### Skispringen
| Athleten                                                            | Wettbewerb             | 1. Durchgang                    | 1. Durchgang | 1. Durchgang | 2. Durchgang                    | 2. Durchgang | 2. Durchgang | Gesamt       | Gesamt       |
| Athleten                                                            | Wettbewerb             | Weite                           | Punkte       | Rang         | Weite                           | Punkte       | Rang         | Punkte       | Rang         |
| ------------------------------------------------------------------- | ---------------------- | ------------------------------- | ------------ | ------------ | ------------------------------- | ------------ | ------------ | ------------ | ------------ |
| Andreas Goldberger                                                  | Ohne Einsatz           | Ohne Einsatz                    | Ohne Einsatz | Ohne Einsatz | Ohne Einsatz                    | Ohne Einsatz | Ohne Einsatz | Ohne Einsatz | Ohne Einsatz |
| Martin Höllwarth                                                    | Normalschanze          | 90,0 m                          | 115,0        | 22           | 89,0 m                          | 113,0        | 28           | 228,0        | 25           |
| Martin Höllwarth                                                    | Großschanze            | 123,5 m                         | 122,3        | 11           | 117,5 m                         | 111,0        | 18           | 233,3        | 14           |
| Stefan Horngacher                                                   | Normalschanze          | 91,5 m                          | 117,5        | 14           | 93,5 m                          | 122,5        | 11           | 240,0        | 11           |
| Stefan Horngacher                                                   | Großschanze            | 125,0 m                         | 123,5        | 9            | 124,0 m                         | 123,7        | 4            | 247,2        | 5            |
| Martin Koch                                                         | Normalschanze          | 92,5 m                          | 120,5        | 9            | 91,0 m                          | 116,5        | 19           | 237,0        | 14           |
| Martin Koch                                                         | Großschanze            | 126,0 m                         | 126,3        | 7            | 121,5 m                         | 118,2        | 8            | 244,5        | 8            |
| Andreas Widhölzl                                                    | Normalschanze          | 90,5 m                          | 115,0        | 22           | 90,5 m                          | 115,5        | 21           | 230,5        | 24           |
| Andreas Widhölzl                                                    | Großschanze            | 120,5 m                         | 114,9        | 21           | 116,5 m                         | 107,7        | 21           | 222,6        | 21           |
| Stefan Horngacher Andreas Widhölzl Wolfgang Loitzl Martin Höllwarth | Großschanze Mannschaft | 121,0 m 120,0 m 123,0 m 121,5 m | 472,4        | 4            | 115,5 m 117,0 m 122,5 m 123,0 m | 454,4        | 5            | 926,8        | 4            |

### Snowboard
| Athleten          | Wettbewerbe | Qualifikation | Qualifikation | Finale        | Finale        | Rang |
| Athleten          | Wettbewerbe | Punkte        | Rang          | Punkte        | Rang          | Rang |
| ----------------- | ----------- | ------------- | ------------- | ------------- | ------------- | ---- |
| Frauen            |             |               |               |               |               |      |
| Nicola Pederzolli | Halfpipe    | 31,5          | 12            | ausgeschieden | ausgeschieden | 12   |

| Athleten          | Wettbewerbe           | Qualifikation | Qualifikation | Achtelfinale      | Achtelfinale  | Viertelfinale      | Viertelfinale | Halbfinale    | Halbfinale    | Finale        | Finale        | Rang |
| Athleten          | Wettbewerbe           | Zeit          | Rang          | Gegner            | Zeit          | Gegner             | Zeit          | Gegner        | Zeit          | Gegner        | Zeit          | Rang |
| ----------------- | --------------------- | ------------- | ------------- | ----------------- | ------------- | ------------------ | ------------- | ------------- | ------------- | ------------- | ------------- | ---- |
| Frauen            |                       |               |               |                   |               |                    |               |               |               |               |               |      |
| Maria Kirchgasser | Parallel-Riesenslalom | 41,44 s       | 1             | Ran Iida          | DSQ           | Jagna Marczułajtis | DSQ           | ausgeschieden | ausgeschieden | ausgeschieden | ausgeschieden | 5    |
| Claudia Riegler   | Parallel-Riesenslalom | 44,04 s       | 23            | ausgeschieden     | ausgeschieden | ausgeschieden      | ausgeschieden | ausgeschieden | ausgeschieden | ausgeschieden | ausgeschieden | 23   |
| Manuela Riegler   | Parallel-Riesenslalom | 51,87 s       | 28            | ausgeschieden     | ausgeschieden | ausgeschieden      | ausgeschieden | ausgeschieden | ausgeschieden | ausgeschieden | ausgeschieden | 28   |
| Doris Günther     | Parallel-Riesenslalom | DNF           | DNF           | DNF               | DNF           | DNF                | DNF           | DNF           | DNF           | DNF           | DNF           | DNF  |
| Männer            |                       |               |               |                   |               |                    |               |               |               |               |               |      |
| Siegfried Grabner | Parallel-Riesenslalom | 36,94 s       | 8             | Stefan Kaltschütz | −1,57 s       | Nicolas Huet       | DSQ           | ausgeschieden | ausgeschieden | ausgeschieden | ausgeschieden | 7    |
| Alexander Maier   | Parallel-Riesenslalom | 36,28 s       | 2             | Philipp Schoch    | DSQ           | ausgeschieden      | ausgeschieden | ausgeschieden | ausgeschieden | ausgeschieden | ausgeschieden | 10   |
| Stefan Kaltschütz | Parallel-Riesenslalom | 36,97 s       | 9             | Siegfried Grabner | +1,57 s       | ausgeschieden      | ausgeschieden | ausgeschieden | ausgeschieden | ausgeschieden | ausgeschieden | 13   |
| Dieter Krassnig   | Parallel-Riesenslalom | 37,02 s       | 10            | Mathieu Bozzetto  | +2,24 s       | ausgeschieden      | ausgeschieden | ausgeschieden | ausgeschieden | ausgeschieden | ausgeschieden | 14   |

## Belege
1. ↑  Österreichische Teilnehmer Salt Lake City 2002. Archiviert vom Original (nicht mehr online verfügbar) am 11. Januar 2016; abgerufen am 1. April 2011.  Info: Der Archivlink wurde automatisch eingesetzt und noch nicht geprüft. Bitte prüfe Original- und Archivlink gemäß Anleitung und entferne dann diesen Hinweis.